# Carl Georg Barth
Carl Georg Lange Barth,  född 28 februari 1860 i Kristiania (nuvarande Oslo), död 28 oktober 1939 i Philadelphia, var en norsk ingenjör och uppfinnare.
Barth utbildades vid Hortens tekniska skola och mekaniska verkstad. Han utvandrade 1881 till USA, där han arbetade som ritare vid olika mekaniska verkstäder och härunder tog ut flera patent på tekniska uppfinningar och förbättringar; 1897–1900 var han lärare i tekniska ämnen.
Från 1902 blev Barth känd som konsulterande ingenjör och organisatör av den efter sin uppfinnare, Frederick Winslow Taylor, benämnda, till den högsta grad av rationalitet utvecklade driftsmetoden The Taylor System of Scientific Management, den så kallade taylorismen. Barth gav detta "vetenskapliga" driftssystem stor utbredning över hela Nordamerika.